# Koreatown (Los Ángeles)

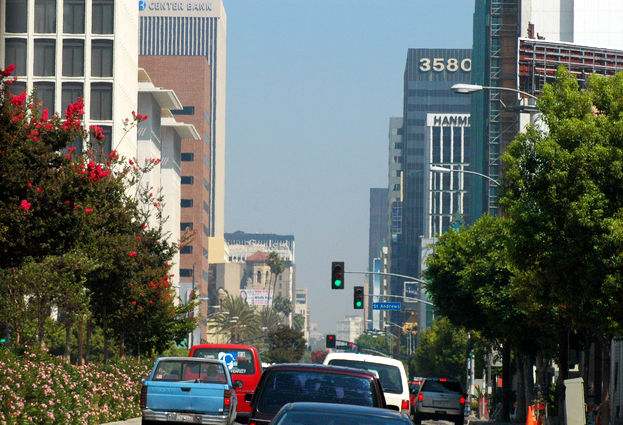
El Boulevard Wilshire en Koreatown.

Koreatown es un barrio estadounidense del distrito de Mid-Wilshire en la ciudad de Los Ángeles, California. A menudo es abreviado como K-Town. En menos de 13 km² habitan 340.000 habitantes, siendo coreanos más del 18%. Esta densidad es superada en Estados Unidos únicamente por el centro de Manhattan y los barrios del norte de Chicago. Con el nombre de "Koreatown" también se denomina a otros barrios o comunidades de otras ciudades del mundo, en Buenos Aires, Sídney, Toronto, Londres y Nueva York.

## Características
La ciudad jamás estableció unos límites oficiales para Koreatown, con lo que éstos son un poco arbitrarios. Es un terreno plano situado a tan sólo 5 km del centro de la metrópoli y a 6 km al sureste de Hollywood.
En pleno auge de la construcción, hipsters, gays y lesbianas se han trasladado a él procedentes de Los Feliz y West Hollywood. Es un centro multicultural como muchos otros lugares de la nación, donde la comunidad latina general forman la mayor comunidad; aunque por nacionalidad los de origen coreano son el principal (+18%), seguidos de los mexicanos (15%). En menor medida residen blancos (de ancestros europeos), afroamericanos, salvadoreños, colombianos, vietnamitas, armenios, bolivianos, tailandeses, griegos, persas y chinos. Esta diversidad ha propiciado la aparición de un fenómeno sin precedentes en el país: la relación entre coreanos y latinos. Todo un ejemplo de interrelación económica, en el que coreanos aprenden español y latinos aprenden coreano.

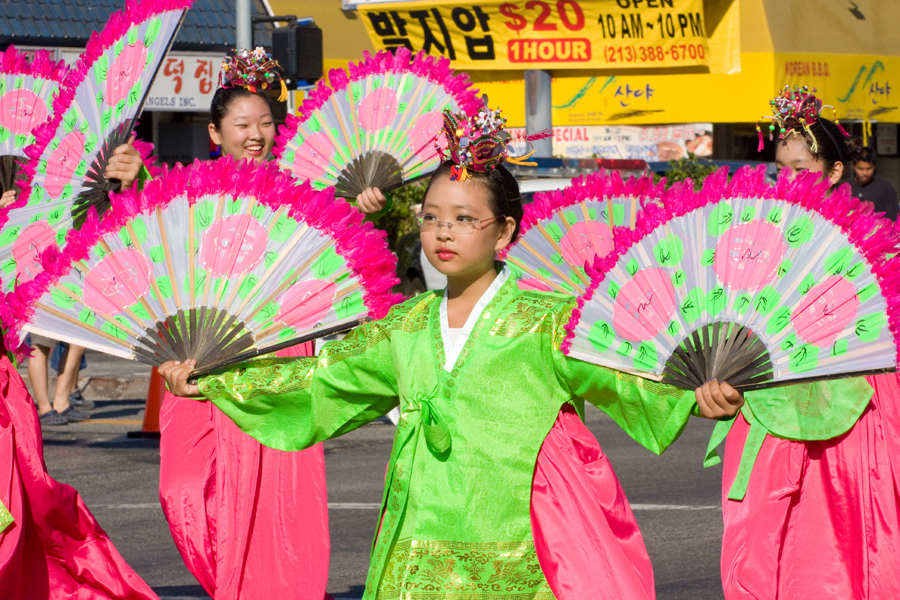
Artistas durante un desfile por el Festival Coreano.

Koreatown se encuentra repleto de centros comerciales y tiendas de variados productos, la mayoría procedentes de Corea. También es famoso posepor su intensa vida nocturna, ya que posee más de 1.100 establecimientos de horario nocturno (entre bares, discotecas, cafés y karaokes), la mayor concentración del sur de California, aunque es un dato poco conocido por los no residentes y turistas que van en busca de Hollywood.
Pese al recuerdo de los disturbios de 1992, existe la errónea idea de una alta tasa de delincuencia en el barrio, cuando en realidad se encuentra entre los 20 más seguros de los 90 que tiene la ciudad.

## Geografía
El vecindario está localizado en el centro de Los Ángeles. Se extiende 5 km al oeste del centro, 6 km al sureste de Hollywood, 19 km de la playa de Santa Mónica y 26 km del aeropuerto internacional de Los Ángeles.  
El barrio está ubicado generalmente en terreno plano con una elevación de 61 m; con una latitud de 34.058 y longitud de -118.301.

## Educación

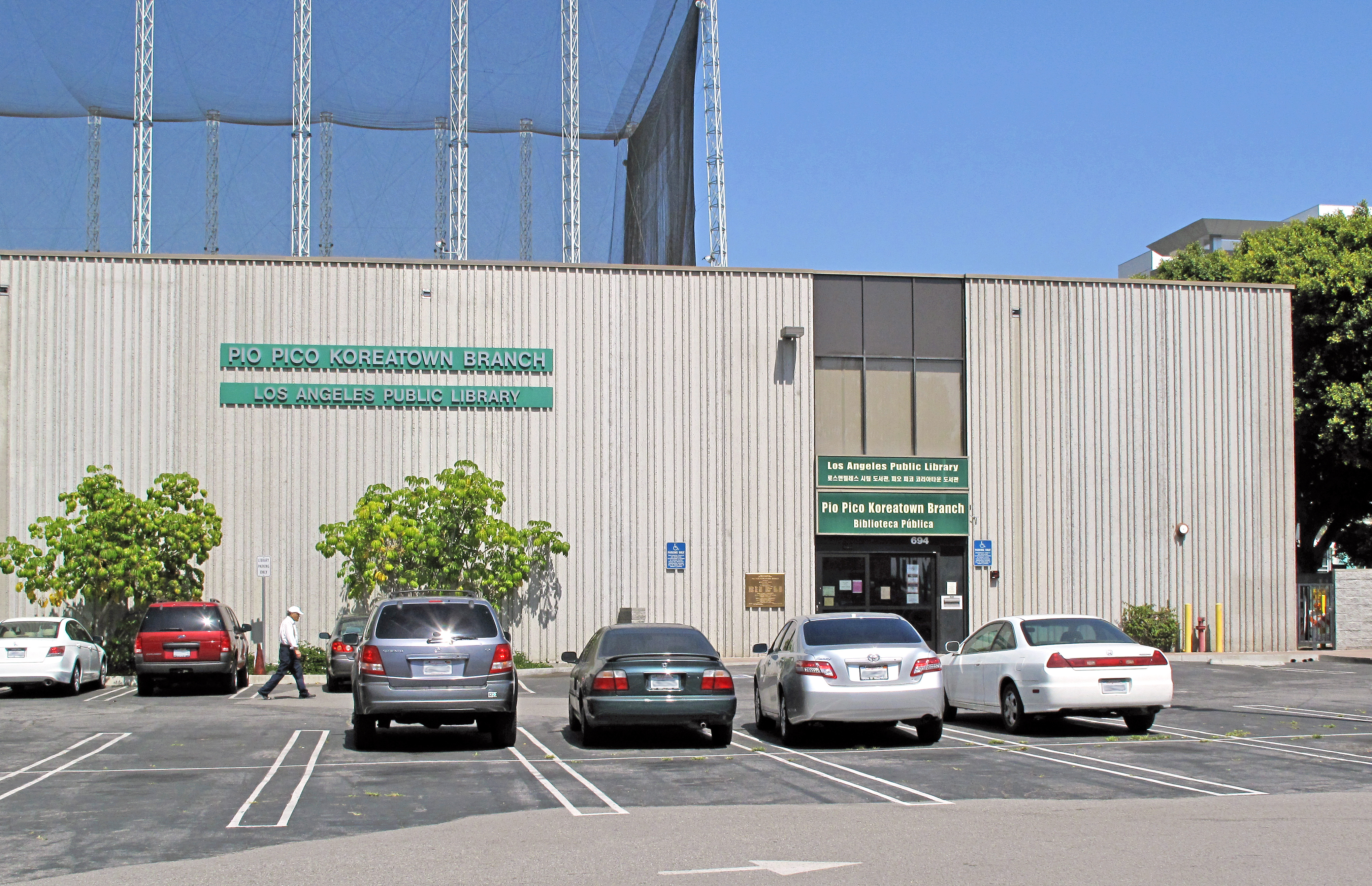
Biblioteca Sucursal Pio Pico Koreatown.

El Distrito Escolar Unificado de Los Ángeles gestiona las escuelas públicas del barrio.
La Biblioteca Pública de Los Ángeles gestiona la Biblioteca Sucursal Pio Pico Koreatown (피오 피코 코리아타운 도서관).